# De droom van de Ier
De droom van de Ier is een roman uit 2010 van de Peruviaanse Nobelprijswinnaar Mario Vargas Llosa. De originele Spaanse titel luidt El sueño del celta; de Nederlandse vertaling is van 2011.
Het boek is een geromantiseerd verslag over het tragische einde van Roger Casement (1864-1916), die vanuit de gevangenis terugblikt op zijn leven. Als Brits consul wordt Casement overladen met lof voor zijn rapporten over de mishandeling van de Afrikanen in Congo en de Indianen in Peru. Maar precies daardoor groeit bij hem de overtuiging dat het door de Britten overheerste Ierland niet anders is. Zodra de Grote Oorlog uitbreekt, begint Casement te collaboreren met de Duitsers. Als de Duitsers het Britse Rijk verzwakken, heeft een Ierse opstand kans op slagen. Bovendien is Casement homoseksueel. Na zijn arrestatie en veroordeling voor hoogverraad wordt dat in de Britse pers breed uitgesmeerd in zijn nadeel. Gratieverzoeken van vooraanstaande Britten leiden uiteindelijk tot niets.